# Nomada parallela
Nomada parallela är en biart som beskrevs av Swenk 1913. Nomada parallela ingår i släktet gökbin, och familjen långtungebin. Inga underarter finns listade i Catalogue of Life.